# Музей вишивки
Музе́й ви́шивки розташований у Деснянському районі Києва.
Найбільш привабливим для відвідувачів музею, є «ЖИВА ГАЛЕРЕЯ» Тетяни Протчевої. Вишиті роботи, які внесені до Книги рекордів України, можна побачити навіть у темряві. А прапор України видно з заплющеними очима. Гості музею мають можливість приміряти вишиванки 1Х ст. та зробити фотосесію в антикварних прикрасах. У музеї можна отримати консультацію майстра і вдома самостійно вишити просту картинку, що світиться в темряві.
ЖИВА ГАЛЕРЕЯ
Мистецтво «3D» вишивки
Тетяна Протчева створила новий напрямок мистецтва вишивки «GLOW ART». Цей стиль вишивки уже внесено в «Книгу рекордів України».
Образи Ісуса Христа, Тараса Шевченка, Леонардо да Вінчі, Гіппократа, Ейнштейна, Стіва Джобса, Енді Уорхола… проявляються в темряві і стають співрозмовниками з відвідувачем.
У залах Живої галереї, яку майстриня відкрила у Києві, з'являється натхнення і народжуються нові ідеї, виникає бажання прискіпливіше дослідити події історії, збагнути цінність людської особистості.
Тетяна Протчева експонувала свої роботи в Австралії, Бразилії, США (посольство України, Франції, Японії (ЕХРО 2005), Китаї (ЕХРО 2010), Шотландії, Ізраїлі та ін. країнах, чим створювала позитивний імідж нашої Держави.
Нову колекцію вона експонує у найкращих галереях світу.
Адреса: м. Київ, вул. Курчатова, 23-А
Часи роботи: кожного дня (без вихідних) з 10 до 19 год.
Попередня реєстрація обов'язкова.